# 威爾·羅斯海爾
威爾·羅斯海爾（英語：William Edward Lamar "Will" Rothhaar，1987年1月12日—）是美國的一位演員，出生在紐約市。他的父母分別是編劇和導演，而他也出演過多部電影和電視劇。